# Phare de Great Wicomico River
Le phare de Great Wicomico River (en anglais : Great Wicomico River Light), était un phare offshore situé à l'embouchure de la Great Wicomico River (en), au sud de la rivière Potomac, du côté ouest de la baie de Chesapeake, comté de Northumberland en Virginie.

## Historique
Le premier phare, de type screw-pile lighthouse a été allumé pour la première fois en 1889 et a été désactivé en 1967, lors de sa démolition .
Il a été remplacé par une tourelle métallique à claire-voie, montée sur les fondations de l'ancien phare. Celui-ci a été désactivé en 2016
Identifiant : ARLHS : USA-351 ; ex-USCG : 2-7475 ; ex-Admiralty : J1772 .

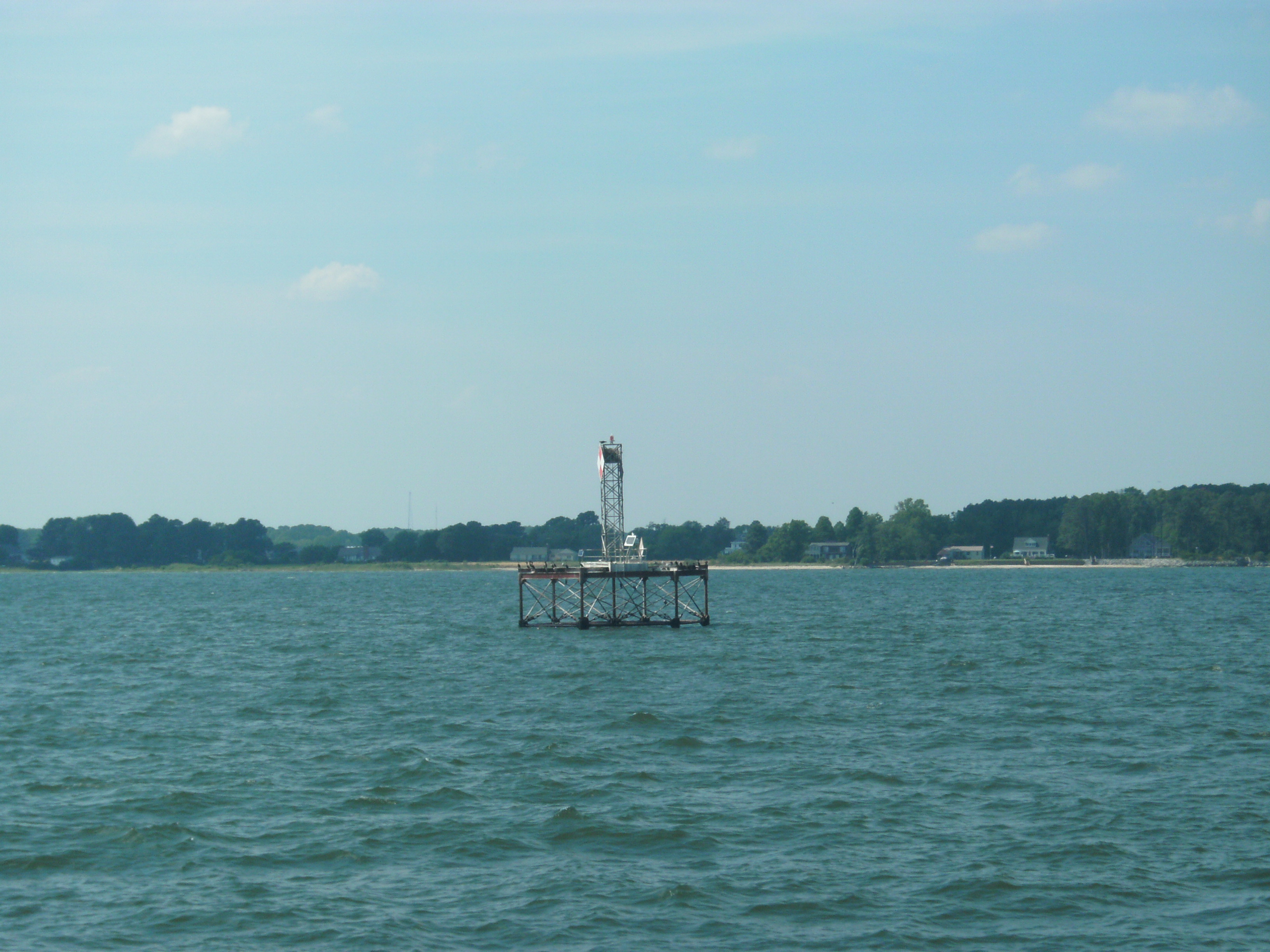
Le phare de remplacement
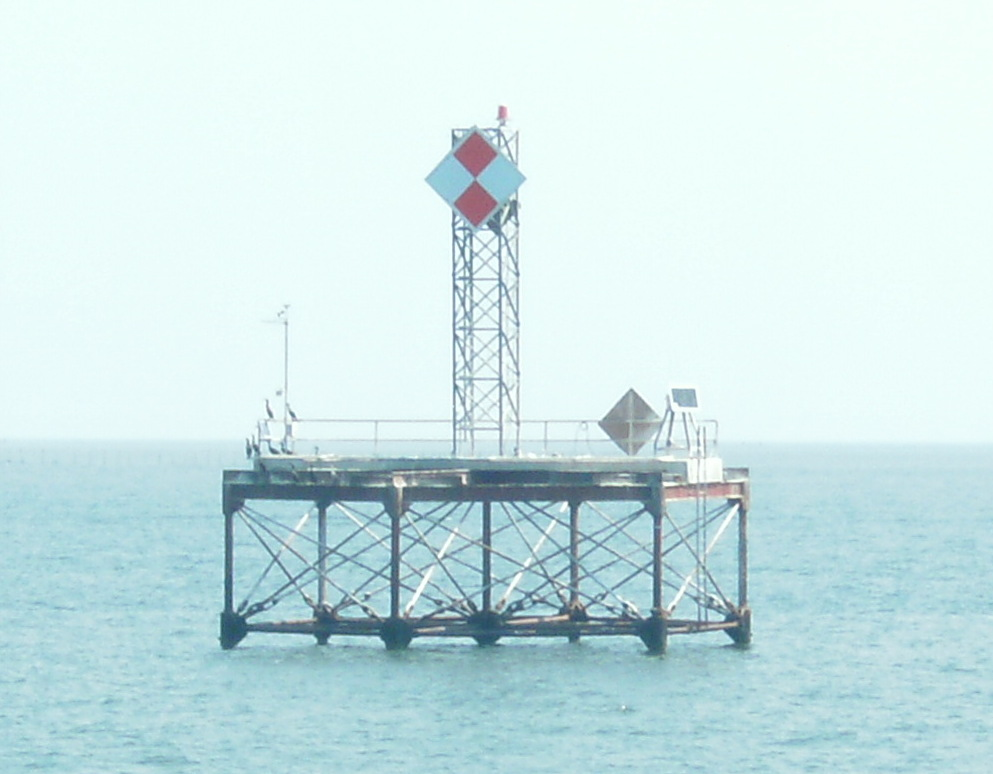
Le phare

### Lien connexe
- Liste des phares en Virginie